# شیرزنان
هفته‌نامه شیر زنان، اولین هفته نامهٔ الکترونیکی ورزش زنان در ایران است که از تاریخ اول خرداد ماه ۱۳۸۶ بر روی اینترنت شروع به کار کرده است.
این هفته‌نامه که روزهای شنبه هر هفته منتشر می‌شود، اخبار حوزه ورزش زنان ایران و جهان را پوشش می‌دهد که شامل اخبار، گزارش، سرمقاله، گفتگو و گزارش تصویری است.
دلیل نام گذاری این مجله به این اسم مشکلات و محدودیت‌هایی است که زنان نسبت به مردان برای پیشرفت در رشته‌های ورزشی متحمل می‌شوند.
دست‌اندرکاران هفته‌نامه شیر زنان در سال ۱۳۸۰ از وزارت ارشاد جمهوری اسلامی ایران درخواست مجوز کردند اما پس از گذشت ۴ سال نتوانست مجوز فعالیت را دریافت کند.
در بخش «دربارهٔ ما» هفته نامهٔ شیر زنان آمده است: «این هفته‌نامه ورزشی زنان با هدف جبران کمبود پوشش اخبار این حوزه در نشریات سراسری و ورزشی ایران به صورت خصوصی راه‌اندازی شده است.»
از کارهای این نشریه می‌توان به انتشار اولین تصاویر بعد از انقلاب از تیم‌های ملی زنان ایران در رشته‌های مختلفی چون والیبال، پرتاب وزنه، اسکواش و … اشاره کرد.
هفته‌نامه شیر زنان همچنان دارای صفحه‌ای انگلیسی است که خلاصه اخبار ورزش زنان ایران را به زبان انگلیسی منتشر می‌کند.
در حال حاضر هفت نفر خبرنگار در این هفته‌نامه مشغول به کار هستند.